# Жовчогінні препарати
Жовчогінні препарати — засоби, які стимулюють утворення жовчі та покращують відток жовчі, розслабляють м'язи жовчовидільних шляхів та сприяють виходу жовчі у дванадцятипалу кишку.
Препарати що містять суху жовч та жовчні кислоти: 
- алохол — посилює утворення жовчі, секреторну активність печінки та усього травного каналу; зменшує процеси гниття, метеоризм у кишечнику. Показання: хронічний гепатит, холецистит, холангіт, закреп. Протипоказання: алергійні реакції, діарея.

Препарати на основі лікарських рослин:
- холосас — має спазмолітичну та жовчогінну дії. Покращує обмінні процеси в печінці. Показання: хронічний холецистит, гепатит. Побічні: відсутні